# Ropalidia javanica
Ropalidia javanica är en getingart som beskrevs av Vecht 1962. Ropalidia javanica ingår i släktet Ropalidia och familjen getingar. Inga underarter finns listade i Catalogue of Life.